# La Tentation d'Adam et Ève (Le Tintoret)
La Tentation d'Adam et Ève ou le Péché originel est une peinture réalisée par le peintre vénitien Le Tintoret vers 1550-1553 et conservée dans les Galeries de l'Académie à Venise.

## Description et style
La scène a pour objet le passage biblique, du livre de la Genèse, du Péché originel commis par Adam et Ève dans le jardin d'Eden. Le Tintoret introduit les personnages selon la tradition iconographique. Un piédestal est composé d'un mur de pierre à deux niveaux. Adam est assis sur la partie la plus basse, sur la gauche, et Ève, sur le muret légèrement plus élevé, à sa droite. Au centre entre les deux figures humaines, attaché au muret, se trouve l'arbre de la connaissance du Bien et du Mal dont Dieu avait dit au premier-né de ne pas manger le fruit. Ève, après avoir été trompée par le diable sous la forme d'un serpent avec le fruit défendu dans sa bouche, se penche vers Adam pour lui offrir le fruit, sa main droite et son corps appuyés sur l'arbre. Adam, dos au spectateur et tourné vers Ève, a un mouvement de recul, s'appuyant sur sa main gauche pour ne pas tomber. Il regarde le fruit avec une attitude pensive et timide, mais finira tout de même par céder.
En arrière-plan à droite, on peut d'ailleurs voir l'expulsion du paradis : l'ange à l'épée ardente chasse Adam et Ève.

## Source de traduction
- (it) Cet article est partiellement ou en totalité issu de l’article de Wikipédia en italien intitulé « Tentazione di Adamo ed Eva (Tintoretto) » (voir la liste des auteurs).